# Race of Champions 1971
La Race of Champions 1971 (VI Race of Champions) fu una gara di Formula 1 non valida per il campionato del mondo che si disputò il 21 marzo 1971 sul Circuito di Brands Hatch.  Si posizionò nel calendario di Formula 1 dopo le   gare d'apertura corse in Argentina (non valida per il mondiale) a gennaio e in  Sud Africa il 6 marzo.
La gara venne vinta da Clay Regazzoni su Ferrari, che precedette Jackie Stewart su Tyrrell. Questa fu la prima affermazione per il pilota svizzero in una gara non valida quale prova del campionato del mondo. Stewart ottenne  la pole, mentre il giro più veloce fu di Graham Hill.

## Classifica
| Pos | No | Pilota             | Team                  | Giri | Tempo/Ritiro        | Griglia |
| --- | -- | ------------------ | --------------------- | ---- | ------------------- | ------- |
| 1   | 5  | Clay Regazzoni     | Ferrari               | 50   | 1.13'35:0           |         |
| 2   | 17 | Jackie Stewart     | Tyrrell-Ford          | 50   | + 13.6              | 1       |
| 3   | 16 | John Surtees       | Surtees-Ford          | 49   | + 1 Giro            |         |
| 4   | 2  | Tim Schenken       | Brabham-Ford          | 48   | + 2 Giri            |         |
| 5   | 4  | Howden Ganley      | BRM                   | 48   | + 2 Giri            |         |
| 6   | 14 | Ray Allen          | March-Ford            | 48   | + 2 Giri            |         |
| 7   | 3  | John Miles         | BRM                   | 48   | + 2 Giri            |         |
| Rit | 7  | Reine Wisell       | Lotus-Ford            | 44   | Motore              |         |
| Rit | 10 | Peter Gethin       | McLaren-Ford          | 38   | Perdita d'acqua     |         |
| Rit | 1  | Graham Hill        | Brabham-Ford          | 35   | Motore              |         |
| Rit | 9  | Denny Hulme        | McLaren-Ford          | 34   | Accensione          |         |
| Rit | 6  | Emerson Fittipaldi | Lotus-Pratt & Whitney | 34   | Sospensione         |         |
| Rit | 12 | Ronnie Peterson    | March-Ford            | 14   | Freni               |         |
| Rit | 15 | Mike Beuttler      | March-Ford            | 8    | Serbatoio           |         |
| Rit | 8  | Tony Trimmer       | Lotus-Ford            | 5    | Pompa della benzina |         |
| NP  | 11 | Jo Bonnier         | McLaren-Ford          |      |                     |         |
| NP  | 18 | Henri Pescarolo    | March-Ford            |      |                     |         |